# Pakurejo
Pakurejo is een bestuurslaag in het regentschap Temanggung van de provincie Midden-Java, Indonesië. Pakurejo telt 1829 inwoners (volkstelling 2010).